# Wasserschloss Hofweier
Das Wasserschloss Hofweier, auch Obere Burg genannt, ist eine abgegangene Wasserburg im Gewann Ried (Riedstrasse) bei Hofweier, einem heutigen Ortsteil der Gemeinde Hohberg im Ortenaukreis in Baden-Württemberg.
Die Burg wurde 1438 von dem Ritter Burkart Hummel von Staufenberg erbaut und war später im Besitz der Ritter von Bach. Die Burg war im 17. Jahrhundert verfallen und wurde im 18. Jahrhundert abgetragen. Von der nicht mehr lokalisierbaren Burganlage ist nichts erhalten.
Siehe auch: Wasserschloss Binzburg